# Raversbeuren
Raversbeuren ist eine Ortsgemeinde im Rhein-Hunsrück-Kreis in Rheinland-Pfalz. Sie gehört der Verbandsgemeinde Kirchberg (Hunsrück) an.

## Geographie
Raversbeuren liegt auf einem Hochplateau im nördlichen Hunsrück zwischen der Hunsrückhöhenstrasse und der Mosel. Der Ort grenzt unmittelbar an den Flughafen Hahn an. Zu Raversbeuren gehört der Wohnplatz Hof Hunsrückhöhe.
Die Wohngemeinde mit landwirtschaftlichem Charakter umfasst eine Fläche von 5,14 km², davon sind 1,93 km² bewaldet.

## Geschichte
Auf der Gemarkung der Ortsgemeinde befinden sich mehrere Gräber aus der Hallstattzeit. Eine erste Erwähnung findet sich in einer Urkunde von 1324 (Ravengisburen), wahrscheinlich als eine Außensiedlung des Klosters Ravengiersburg. Der Turm der evangelischen Kirche ist aus dem 13. Jahrhundert, ebenfalls die dort vorhandene kleine Glocke mit der Umschrift „Maria werde ich gerufen“ in großen gotischen Buchstaben. Das Langhaus wurde um 1707 erneuert und enthält eine schöne Empore mit Brüstungsfeldern und Malereien aus dem 18. Jahrhundert und eine Orgel der Orgelbauerfamilie Stumm aus Sulzbach. Mit der Besetzung des linken Rheinufers 1794 durch französische Revolutionstruppen wurde der Ort französisch, 1815 wurde er auf dem Wiener Kongress dem Königreich Preußen zugeordnet. Nach dem Ersten Weltkrieg zeitweise französisch besetzt, ist der Ort seit 1946 Teil des damals neu gebildeten Landes Rheinland-Pfalz.
Nordwestlich von Raversbeuren, Gemarkung Briedel, bei Margaretenhof, wurde 1867 eine römische Villa entdeckt und 1875 vom Rheinischen Provinzialmuseum untersucht und teilweise freigelegt. Der Komplex des Gutshofes, ohne die Nebengebäude, umfasste eine Fläche von 41 × 26 m. Mehr als 30 Räume konnten freigelegt werden. Das Wasser wurde schon durch Bleirohre herangeführt. Auch in der spätrömischen Zeit war der Gutshof noch existent.

## Politik

### Gemeinderat
Der Gemeinderat in Raversbeuren besteht aus sechs Ratsmitgliedern, die bei der Kommunalwahl am 9. Juni 2024 in einer Mehrheitswahl gewählt wurden, und der ehrenamtlichen Ortsbürgermeisterin als Vorsitzender.

### Bürgermeister
Marion Engelbach wurde am 17. Juli 2024 Ortsbürgermeisterin von Raversbeuren.  Da für die Direktwahl am 9. Juni 2024 kein Wahlvorschlag eingereicht wurde, oblag die Neuwahl gemäß rheinland-pfälzischer Gemeindeordnung dem Rat, der sich auf seiner konstituierenden Sitzung für Marion Engelbach entschied.
Engelbachs Vorgänger als Ortsbürgermeister war Horst Möhringer.

### Wappen
| Wappen von Raversbeuren | Blasonierung: „In Blau, 2:1 gestellt, eine goldene Glocke, zwei goldene Ähren, ein silbernes Brunnenhaus mit Schwengelbrunnen.“ |
| Wappen von Raversbeuren | Wappenbegründung: Die ältere der beiden Glocken der evangelischen Pfarrkirche gilt als die älteste Glocke Deutschlands, die den Namen des Giessers trägt. Die Ähren symbolisieren den ehemals landwirtschaftlichen Charakter der Gemeinde. Der vermutlich im späten 18. Jahrhundert entstandene und noch heute im Ort erhaltene Ziehbrunnen war früher eine wichtige Stelle zur Wasserentnahme durch die Bewohner. |

## Kirche
Die Bewohner sind zu etwa achtzig Prozent evangelisch und gehören zur Evangelischen Kirchengemeinde Irmenach-Lötzbeuren-Raversbeuren im Kirchenkreis Simmern-Trarbach. Pfarrsitz ist Lötzbeuren.

## Bauwerke
- Evangelische Kirche
- Historischer Brunnen

Siehe auch: Liste der Kulturdenkmäler in Raversbeuren

## Naturdenkmäler
- Wackensteine (Quarzgänge) an der Straße nach Briedeler Heck

Siehe auch: Liste der Naturdenkmale in Raversbeuren

## Regelmäßige Veranstaltungen
Das Lott-Festival findet seit zwanzig Jahren auf der Gemarkung der Ortsgemeinde statt. Das seit dem Jahr 1977 bestehende Festival wird wegen des breitgefächerten Musikgenres auch Woodstock auf dem Hunsrück genannt. Der Name Lott entsprach dem Namen eines Flurstücks auf der Hunsrückhöhe der Moselgemeinde Enkirch, wo es bis zu dem Jahr 1985 stattfand. Nach Klagen von Jagdpächtern erfolgte der Umzug ins nahe gelegene Raversbeuren.

## Persönlichkeiten
Der Hunsrücker Schriftsteller Albert Bauer lebte hier, die Schriftstellerin Elly Kramb ist hier begraben.